# Tomoplagia tripunctata
Tomoplagia tripunctata
 es una especie de insecto del género Tomoplagia de la familia Tephritidae del orden Diptera. 
Friedrich Georg Hendel la describió científicamente por primera vez en el año 1914.